# Tous au Larzac
Pour plus de détails, voir Fiche technique et Distribution.
Tous au Larzac est un documentaire français réalisé par Christian Rouaud et sorti en salles le 23 novembre 2011.
Le titre du film fait référence à la « marche organisée par les paysans-travailleurs » les 25 et 26 août 1973 sur le Larzac dans le cadre de la lutte du Larzac. Un film réalisé durant les rassemblements de 1973 et 1974 porte aussi ce même titre.

## Synopsis
Ce documentaire retrace, de 1970 à 1981, dans le cadre immense du haut plateau du Larzac, Aveyron (Massif central) mais aussi dans la ville de Paris, les onze années de luttes non violentes et inventives menées par les paysans et paysannes du lieu contre leur expropriation au profit du projet de l'époque d'agrandir le camp d'entraînement militaire du Larzac. Ces hommes et ces femmes de la micro-société paysanne conservatrice et catholique française de l'époque se virent avec étonnement et parfois un peu de crainte épaulés par des dizaines de milliers de personnes qui, pour certaines, ont depuis fait souche dans ce pays en s'installant comme agriculteurs.

## Intervenants
Intervenants aveyronnais, certains autochtones du Larzac (les « purs porcs ») à l'époque de la lutte  :
- Pierre Burguière, paysan (ferme de l'Hôpital, mari de Christianne Burguière, arrivée 1952) ;
- Christiane Burguière, paysanne (ferme de l'Hôpital, épouse de Pierre Burguière), rédactrice actuelle au journal « Gardarem Lo Larzac » ;
- Léon Maillé, paysan (ferme de Potensac), le filmeur des évènements petits et grands de la lutte, rédacteur actuel aux journaux « Gardarem Lo Larzac » et « L'Info Paysanne » ;
- Michèle Vincent, ancien membre du Comité Larzac Paris (fac de Jussieu), membre actuel de l'APAL (Association pour la Promotion de l'Agriculture sur le Larzac, devenue depuis Association Pour l'Aménagement du Larzac) ;
- Pierre Bonnefous, prêtre sur le Larzac, l'agent de liaison et d'« apaisement » entre les acteurs si différents de la lutte.

Intervenants allochtones ou arrivés récemment à l'époque de la lutte :
- Marizette Tarlier, paysanne (ferme du Devez Nouvel, épouse de Guy Tarlier, arrivée 1965) ;
- Michel Courtin, paysan (ferme des Baumes, arrivée 1964) ;
- José Bové, paysan (ferme de Montredon), ancien porte-parole de la Confédération paysanne, député européen (arrivée 1973) ;
- Christian Roqueirol, paysan, ancien secrétaire national de la Confédération Paysanne (arrivée 1975).

## Fiche technique
Sauf indication contraire, les informations mentionnées dans cette section peuvent être confirmées par la base de données cinématographiques IMDb,  présente dans la section « Liens externes ».
- Titre français original : Tous au Larzac
- Titre hispanophone : Todos al Larzac ou Todos en Larzac (en Espagne)
- Titre anglophone : Leadersheep (Festival de Cannes) ou Larzac
- Image : Alexis Kavyrchine
- Son  : Martin Sadoux
- Assistant réalisateur : Florent Verdet
- Montage : Fabrice Rouaud
- Montage son : Jean Mallet
- Mixage : Jean-Pierre Laforce
- Régie : Muriel Tastet

## Tournage
Entre les premières interviews d'enquête et de préparation et la sortie du film, il a fallu trois ans à Christian Rouaud pour réaliser ce documentaire.

## Distinctions

### Sélection
- Sélection officielle, Festival de Cannes 2011

### Récompenses
- 2011 : Prix du jury officiel, prix du jury des jeunes journalistes et prix du public au Festival international du film d'histoire de Pessac
- César du meilleur film documentaire 2012
- Étoile d'or de la presse du cinéma français 2012
- Prix spécial du public au City of lights, City of Angels Festival de Los Angeles 2012
- Prix du public au Festival Cinématographique d'Automne de Gardanne 2011
- Prix du Grand Public au Festival « Les avant-premières » de Cosne-sur-Loire
- Prix du public « Rencontres cinématographiques sur le monde rural » de Saint-Martin-en-Haut, 2012